# D3o
Il d3o è un materiale dilatante (cioè un fluido non newtoniano in cui la viscosità aumenta all'aumentare della velocità di deformazione) composto da polimeri elastomerici. Si presenta come un gel o una gomma malleabile arancione se non sottoposto a sforzi elevati.

## Descrizione e proprietà
I polimeri dilatanti di cui il d3o è composto, quando subiscono un urto, distribuiscono l'energia ricevuta lungo tutto il materiale grazie alle loro proprietà elastomeriche (viscoelasticità). Ciò porta ad un veloce indurimento del materiale in caso di forte urto, ma ad una relativa malleabilità e morbidezza se maneggiato con cura e lentamente. L'indurimento del materiale avviene in tempi brevissimi, dell'ordine del centesimo di secondo. Dopo l'indurimento, se il materiale non viene sottoposto ad ulteriori sforzi, ripristina il proprio stato originario, per cui si comporta da "materiale a memoria di forma".
Ha una densità bassa (quindi "leggero"). Può essere impiegato a temperature comprese tra -55 °C a 120 °C. Inoltre non presenta tossicità.

## Storia
Il d3o è stato inventato nel 2007 da Richard Palmer dopo un investimento del Ministero della Difesa del Regno Unito ed ha ottenuto i seguenti riconoscimenti:
- JPMS Product of the Year 2007
- SnowPress Innovation Award 2007
- ISPO Boardsports Award 2007.

## Utilizzi

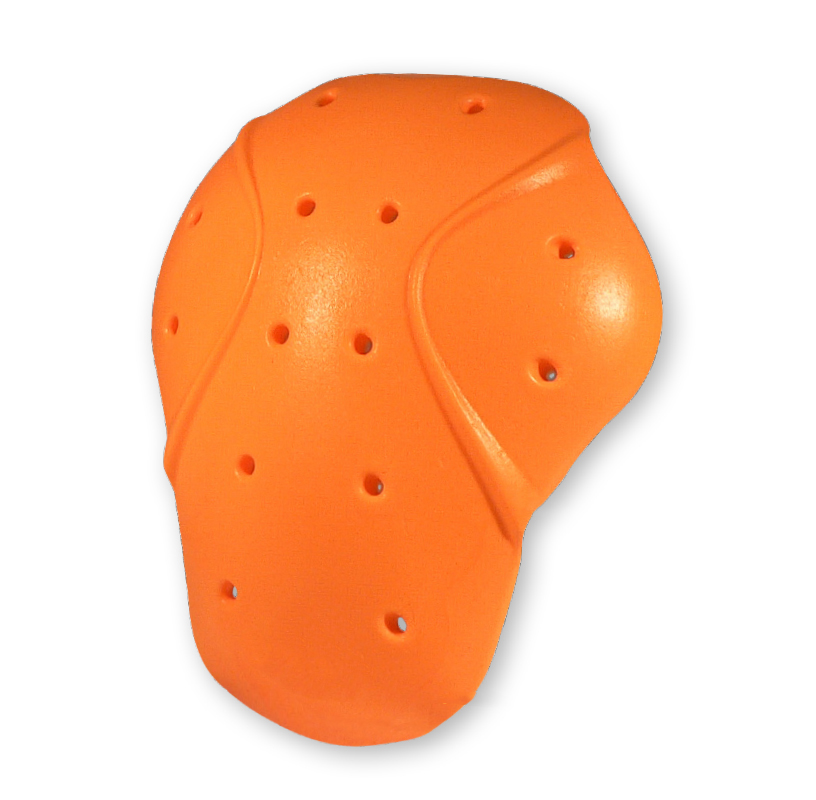
Esempio di utilizzo per una protezione articolare

Il ministero della difesa del Regno Unito ha finanziato lo sviluppo di questo materiale come assorbente degli urti, in modo da poterlo inserire negli elmetti dei militari (con funzione antiproiettile); un elmetto costruito in d3o è capace di ridurre la metà dell'energia cinetica del proiettile o altri frammenti.
Altri utilizzi negli sport includono: guanti da sci, parastinchi, punte per scarpe da ballo e equipaggiamenti per cavalli.
Il gel può essere inserito in qualsiasi materiale, ad esempio nei vestiti o in tutti gli accessori di protezione.
Ultimamente sono state prodotte tecnologie in ambiente medico che sfruttano questo materiale.
Futuri utilizzi si avranno anche nel campo delle automobili.
Altri utilizzi:
- abbigliamento per motocicli (giubbotti, scarpe, zaini ed altro);
- elettronica (custodie per apparecchi portatili);[11]
- fitness (tute e materiali antiurto).[12]